# ایگل هاربور (میشیگان)
ایگل هاربور (به انگلیسی: Eagle Harbor) یک منطقهٔ مسکونی در ایالات متحده آمریکا است که در Keweenaw County واقع شده‌است. ایگل هاربور ۷۶ نفر جمعیت دارد و ۱۸۸٫۹۸ متر بالاتر از سطح دریا واقع شده‌است.